# Acacia ataxiphylla
Acacia ataxiphylla är en ärtväxtart som beskrevs av George Bentham. Acacia ataxiphylla ingår i släktet akacior, och familjen ärtväxter. IUCN kategoriserar arten globalt som nära hotad.

## Underarter
Arten delas in i följande underarter:
- A. a. ataxiphylla
- A. a. magna